# Thomas Germain
Thomas Germain (París, Francia; 15 de agosto de 1673–ibídem, 14 de agosto de 1748) fue un platero del Rococó.
Muchas de sus producciones fueron encargadas por la realeza, incluyendo numerosas representaciones de espadas ordenadas por Marshal Foch y Alain Porée, capitán de los corsarios.
Las soperas de Germain fueron espectaculares; el récord mundial del precio de una pieza de plata en una puja fue obra de Germain, estampada en 1733, que fue vendida a Sotheby's en noviembre de 1996 por 10 287 500. USD
Germain también trabajó como arquitecto, ya que diseñó Saint-Louis-du-Louvre, una reconstrucción de la Iglesia colapsada Saint-Thomas-du-Louvre. De acuerdo con Fiske Kimball, el edificio ofrece una sola nave con un ritmo espacial sutil, con una alas cóncavas que recuerdan a la Basílica de la Santa Cruz de Jerusalén en Roma. Por su reconocimiento los canónigos le concedieron una capilla, un panteón y una tribuna en la Iglesia del Palacio del Louvre.
Le sucedió en el taller su hijo François-Thomas Germain.